# Chinesischer Adel
Der Adel im Kaiserreich China unterlag einer mehrtausendjährigen Wandlung. Früher als in Europa bildete sich ein Feudalwesen, eine sesshafte Verwaltung und schließlich ein Staatswesen heraus, welches die Kultur und Sozialstruktur des Reiches prägte. Trotz innerer und äußerer Umbrüche blieben typische Ausprägungsformen gleich, etwa das Patriarchat, die Primogenitur zahlreicher Titel oder die Zentralgewalt des obersten Herrschers und seines Hofes. Erst mit der Abschaffung des Kaiserreichs wurde die gesellschaftliche Machtstellung des chinesischen Adels gebrochen.

## Übersicht
Üblicherweise werden chinesische Titel wie folgt in europäische Titel übertragen und umgekehrt:
- huáng (皇帝,  Huángdì) – Kaiser
- wáng (王,  wáng) – Prinz/König
- gōng (公爵,  gōngjué) – Herzog
- hóu (侯爵,  hóujué) – Markgraf
- bó (伯爵,  bójué) – Graf
- zǐ (子爵,  zǐjué) – Vicomte
- nán (男爵,  nánjué) – Baron

Die letzten fünf dieser Adelsränge werden als Wujue (五爵,  wǔjué – „Fünf Ränge“) bezeichnet.

## Geschichtlicher Hintergrund: Zhouli
Das Adelssystem Chinas bildete sich im 1. Jahrtausend v. Chr. während der Zhou-Dynastie heraus. Anhänger des Konfuzius kodifizierten in dem Werk über die Riten der Zhou (周禮,  zhōulǐ) kurz nach Christi Geburt das überlieferte Adelssystem der Zhou-Dynastie, welches zur Grundlage für die Adelsstufen in China wurde, auch wenn das System sich beständig fortentwickelte.
Historische Grundlage für das konfuzianische Zhōulǐ waren das feudale Belohnungssystem (封建,  fēngjiàn) und das Erb- beziehungsweise Stammesrecht (宗法,  zōngfǎ) während der mehrhundertjährigen Zhou-Dynastie. Demnach konnten Titel vergeben werden, welche erblich auf den ältesten Sohn übergingen. Weitere Söhne, gleich ob mit der Hauptfrau, mit einer Konkubine oder mit einer Mätresse, erhielten den Rang eine Stufe niedriger als der des Vaters. Diese Regelung sorgte dafür, dass etwa alle jüngeren Nachfahren eines Gong in der fünften Generation aus dem Adel herausfielen.
Das System des Zhōulǐ teilte neben den Adligen (諸侯,  zhū hóu) auch die nichtadeligen Stände in weitere Schichten ein: Gewöhnliche (庶民,  shù mín), Freie (士,  shì), Beamte bzw. Bürokraten (大夫,  dà fū) und Minister (卿,  qīng). Die Bedeutung dieser Begriffe verschob sich aber im Laufe der Zeit; so wurde beispielsweise aus dà fū in der Spätzeit des Kaiserreichs zur Bezeichnung eines Mediziners, während die Zhou-Positionen von Beamten und Ministern später von Mandarinen wahrgenommen wurden.
Das Zhōulǐ unterschied ferner vier Klassen von Nichtadeligen: die Gelehrten, Handwerker, Bauern und Händler. Dieses Klassensystem war durchlässig, erlaubte also einem Händlersohn, Handwerker zu werden.

### Wang
Der Titel des Wang (王,  wáng) bezeichnete in der Zeit der Zhou-Dynastie (10. bis 2. Jahrhundert v. Chr.) den Herrscher des chinesischen Reiches. Nicht vollständig geklärt ist die Verwendung und Bedeutung des deutlich älteren Begriffs Wang in den vorherigen Dynastien der Shang und Xia – deren Herrscher bezeichneten sich selbst noch als di (帝,  dì).
Unter der Qin-Dynastie wurden die alten Adelsbezeichnungen, auch die des Wang abgeschafft, ab der Han-Dynastie war der Titel des Wang der höchste Adelstitel unterhalb des Huangdi. Zunächst wurden Vertrauenspersonen des Huangdi zu Wang ernannt, doch nach der ersten Rebellion gegen die Han wurde die Position des Wang ausschließlich mit Verwandten des Han-Huangdi besetzt. Dies änderte sich in der Zeit der Südlichen und Nördlichen Dynastien, wo im Norden häufig der Titel Wang mitsamt einem regionalen Lehen für militärische Verdienste vergeben wurde. Ab der Zeit der Sui und Tang-Dynastie wurde der Titel Wang in verschiedenen Abstufungen und fast nur an Verwandte des Huangdi vergeben.
In der westlichen Übersetzung wird der Titel üblicherweise bis zur Zhou-Dynastie mit dem eines Königs (von China) übersetzt, in den Epochen danach mit dem eines Prinzen (englisch: prince), selbst wenn es sich nicht um einen tatsächlichen Verwandten oder gar Thronfolger des Huangdi handelt.

### Gong
Der Titel des Gong (公,  gōng, in älteren europäischen Transkriptionen auch Kong) bezeichnete die höchste Stufe der tributpflichtigen Fürsten des Feudalstaates in der Zeit der Westlichen Zhou (10. bis 7. Jahrhundert v. Chr.). Die Gong errangen zu Beginn der Zeit der Frühlings- und Herbstannalen die Souveränität über ihre Fürstentümer und bezeichneten sich selbst in der Zeit der Streitenden Reiche sogar eigenmächtig als Wang.
Ab der Han-Dynastie war der Titel des Gong der zweithöchste Adelstitel unterhalb des Wang und Huangdi; Söhne eines Wang außerhalb der Erbfolge stiegen in diese Klasse ab. Je nachdem, wie eng verwandt ein Gong mit dem Huangdi verwandt war, gab es weitere subtile Abstufungen in der Rangfolge. Gongs hatten ab der Han-Dynastie nur noch selten eine direkte feudale Machtfunktion, sondern waren meist zu Höflingen (auch 王公,  wánggōng) im Machtbereich des Herrschers degradiert. Spätere Dynastien unterteilten die Gongs in zahlreiche weitere Unterklassen.
In der westlichen Übersetzung wird der Titel Gong üblicherweise mit dem eines Herzogs (englisch: duke) übersetzt.

#### Gongzi/Gongzhu
Die Bezeichnung Gongzi (公子,  gōngzǐ) bezeichnete später allgemein Fürstensöhne; auch die Bezeichnung Gongsun (公孫,  gōngsūn) für den Enkel eines Fürsten war üblich. Der Begriff gilt auch in der Neuzeit als besonders höfliche Schmeichelei gegenüber einem Fremden, übertragen etwa vornehmer Herr. Abwertende Funktion erhält der Begriff jedoch in der weiteren Bedeutung als Neureicher oder Emporkömmling.
Alle weiblichen Mitglieder der kaiserlichen Familie mit Ausnahme der Ehefrau des Huangdi (die Huanghou) konnte allgemein als Gongzhu (公主,  gōngzhǔ) bezeichnet werden. Dieser Titel wird in westliche Sprachen üblicherweise als Prinzessin (englisch princess) übersetzt.

### Hou
In der westlichen Übersetzung wird der Titel des Hou (侯,  hóu) üblicherweise mit dem eines Markgrafen (englisch marquis) übersetzt. Aus dem Hou, was außerhalb des Rangsystems schlicht als Fürst übersetzt wird, entwickelten sich die restlichen Ränge. Eine frühe Bezeichnung für den gesamten Adel war Zhuhou (諸侯,  zhūhóu – „Alle Fürsten“), bis einige Familien unter den Zhou (rückwirkend) in die höhere Klasse des Gong eingestuft wurden. In der Zeit der Han-Dynastie war der Titel des Hou der einzige Adelsrang, der an Nicht-Mitglieder der Familie des Huangdi vergeben wurde. Zugleich wurden die Hou in neunzehn zusätzliche Klassen unterteilt, die neun höchsten davon wurden für militärische Verdienste vergeben, die restlichen konnten verdient oder sogar gekauft werden. In späteren Dynastien griff man dann auf die restlichen Ränge zurück.

### Bo, Zi und Nan
In der westlichen Übersetzung wird der Titel des Bo (伯,  bó)  üblicherweise mit dem eines Graf (englisch: count oder earl) übersetzt, der Titel des Zi (子,  zǐ) mit dem eines Vizegraf/Vicomte (englisch: viscount), der Titel des Nan (男,  nán) mit dem des Baron (englisch Baron).
Die drei niedrigeren Ränge wurden aufgrund der Mehrdeutigkeit ihrer Silben nur mit zusätzlichen Bezeichnern gebraucht, wie etwa gemeinsam mit dem Namen oder als Vollform des Titels (县子 etwa für den Vicomte während der Yuan-Dynastie). Beispielsweise wird die Silbe 子 (zǐ) in der chinesischen Sprache ansonsten unter anderem auch als Endung einer Koseform und als Ehrenbezeichnung für verehrte Persönlichkeiten, etwa Konfuzius (孔 夫子,  kǒng fūzǐ) und Laozi (老子,  Lǎozǐ). Die Silbe 男 (nán) wird in der chinesischen Sprache ansonsten vor allem als Bezeichnung für das Maskulinum gebraucht. Dies macht die Unterscheidung notwendig.
Diese drei Ränge kamen nach der Zhou-Zeit für etwa 500 Jahre aus dem Gebrauch, fanden jedoch ab der Zeit der Nördlichen und Südlichen Dynastien wieder allgemein Anwendung.

## Kaiser von China
Vor Qin Shihuangdi waren die Begrifflichkeiten Huang (皇,  huáng) für Gottkönig/Erhabener und Di (帝,  dì) für Ahnenkönig/Kaiser verwendet worden. Beide Begriffe lassen sich auch anders übersetzen, zeigen aber die Verehrung des übermenschlichen oder halbgöttlichen Wesens, welches damit bezeichnet wird. Auf dieses bestehende Begriffsmaterial aus den Mythen der acht Urkaiser Chinas (Drei Huang und Fünf Di) griff Qin Shihuangdi zurück, als er 221 v. Chr., nach dem Niederwerfen aller konkurrierenden Wang, den Titel des Huangdi (皇帝,  Huángdì) einführte. Dadurch zeigte er seinen Anspruch, ein größerer Herrscher als alle Wang vor ihm zu sein; sein Titel umfasste auch das Shi, welches seine Rangfolge als Erster Huangdi zeigt. Der Wortbestandteil Di symbolisierte auch seine Verbundenheit mit dem göttlichen Konzept des Shangdi. Nicht verwechselt werden sollte der Titel des Huangdi mit dem Gelben Kaiser (黃帝,  Huángdì).
Alle Herrscher mit dem Anspruch auf die Gesamtherrschafts über China trugen nach Ende der Qin-Dynastie den Titel des Huangdi, bis zur Abdankung des Puyis 1912. Dynastien, die aus Fremdherrschern hervorgingen, wie etwa die Yuan-Dynastie der Mongolen, trugen den Titel des Huangdi neben ihren fremdländischen Titeln. Wie auch in Europa, etwa bei Päpsten und Gegenpäpsten, war es nicht unüblich, dass mehrere Huangdi gleichzeitig amtieren konnten.
In der westlichen Übersetzung wird der Titel Huangdi üblicherweise mit Kaiser von China (englisch Emperor) übersetzt, die wörtliche Bedeutung wird etwa mit erhabener Göttlicher umschrieben.

### Tianzi
Der Titel des Tianzi (天子,  tiānzǐ) bedeutet wörtlich Sohn des Himmels und wurde rangunabhängig von vielen souveränen Herrschern Chinas verwendet. Der Begriff, erstmals in der Zhou-Dynastie aufgekommen, stützt sich auf das Konzept des Mandats des Himmels (天命,  tiānmìng), welches nicht mit dem europäischen Begriff des Gottesgnadentums verwechselt werden darf, da es die Herrschaft nur legitimiert, solange sie gut beziehungsweise erfolgreich ist. Tianzi als Herrschertitel symbolisierte zudem den Anspruch auf die Herrschaft über das Tianxia (wörtlich [alles] unter dem Himmel), das heißt die Welt.

### Kaiserliche Familie
Wenn der Vater eines amtierenden Huangdi noch lebte, erhielt dieser den Titel Tai Shang Huang (太上皇), wörtlich in etwa Kaiserlicher Übervater. Die Praxis wurde von Han Gaozu eingeführt, der vermeiden wollte, dass sein bäuerlicher Vater sich vor ihm erniedrigen musste. Eine ähnliche Bezeichnung wurde auch für die Mutter des Huangdi verwendet: 皇太后,  huáng tài hòu, was im Falle der besonders bekannten Cixi für ihren Fall zutreffend als Kaiserinwitwe übersetzt wurde.
Die Hauptgemahlinnen des Huangdi wurden als Huanghou (皇后,  huánghòu – „Kaiserliche Königin“) bezeichnet. Nach dem Zhouli waren einem Kaiser jedoch Nebenfrauen erlaubt: Drei Nebengemahlinnen (夫人,  fūrén), neun kaiserliche Konkubinen (嬪), 27 Shifus (世婦,  shìfù) und 81 kaiserliche Frauen (禦妻,  yùqī). Weitere weibliche Familienangehörige galten in der Regel als Prinzessin oder Gongzhu.
Der Kronprinz wurde mit Huang Taizi (皇太子,  huáng tài zǐ – „Kaiserlicher Großer Sohn“) tituliert.
Es war üblich, dass den Nachfolgern und Erben von gestürzten Dynastien von der darauffolgenden Dynastie Adelstitel und Apanage gewährt wurde. Somit konnten die einstigen Kaiserfamilien weiterhin ihre vom Himmel begünstigten Vorfahren verehren und der Nachwelt gegenüber repräsentieren. Auch die Republik China gewährte dem letzten regierenden Kaiser bis 1924 Wohnrecht in der Verbotenen Stadt.

## Weitere Titel und Verdienstadel
Im südlichen Staate Chu herrschte eine andere höfische Kultur als im unmittelbaren Machtbereich der Zhou, sodass das nördliche Rangsystem dort erst während der Han-Dynastie verankert wurde. Insbesondere die legalistische Qin- und auch die frühe Han-Dynastie vergaben noch Positionen nach dem Vorbild der Chu.
Die Titel in Chu wurden hauptsächlich für Verdienste und Leistungen vergeben und waren nicht erblich. Beispiele hierfür waren unter anderem: Tonghou (通侯,  tōnghóu, entsprechend etwa dem Hou); Zhigui (執圭,  zhíguī, Jadeträger), Zhibo (執帛,  zhíbó, Seidenträger).
Der allgemeine Titel Jun (君,  jūn) wird üblicherweise übersetzt als Herr, englisch: lord. Er war in vielen Fällen der Zhou-Zeit austauschbar mit Hou in der allgemeineren Bedeutung als Fürst.
Später vergaben Kaiser für verdienstvolle Leistungen spezielle Titel, die oft mitsamt einer dafür geschaffenen höfischen oder sogar verantwortungsvollen Position an eine Person gebunden waren, beispielsweise der Titel des Generalprotektor der westlichen Provinzen (西域都護,  Xīyù  dūhù, englisch Protector-General of the Western Regions) für Ban Chao.

### Erblicher Verdienstadel
Nur sehr wenige Familien erhielten für ihre Verdienste um das Reich das Recht, ihren Status als Mitglieder des Hochadels in vollem Umfang weiterzuvererben. Bekannt hierfür sind insbesondere die Nachfahren des Konfuzius: Mitglieder der Familie Kong erhielten den erblichen Titel Hóu der Weisheit (衍聖侯,  yǎnshèng hóu), bis alle Familienmitglieder über der 46. Generation im 11. Jahrhundert zu Gongs aufgewertet wurden.

### Ba Wang
Personen, die souveräne Macht ohne einen regulären Adelstitel ausübten, etwa als Gouverneur oder Statthalter, wurden als Bawang (霸王,  bàwáng – „Gewaltherrscher, Tyrann“) bezeichnet. Die chinesische Geschichtsforschung verwendet auch den Begriff des Hegemons. Ein Beispiel hierfür ist Xiang Yu.

### Mandarine
Ab der Tang-Dynastie kamen die Mandarine (官,  guān, Beamter) auf, Spezialisten, die für die Verwaltungsaufgaben des Reiches speziell geschult worden waren. Adelige Abstammung war für die Beamtenlaufbahn nicht notwendig, jedoch hilfreich für die Besetzung der höheren und höchsten Positionen.

## Rückwirkende Änderungen
Adelige konnten rückwirkend, insbesondere postum, in höhere und niedrigere Ränge ab- oder aufsteigen, etwa in Folge kaiserlicher Dekrete. Die postume Änderung ist vergleichbar, aber auch oft subtiler als die europäischen Praktiken der Heiligsprechung oder Damnatio memoriae und bedeutet für die moderne Geschichtsforschung, dass nachträglich überarbeitetes Quellenmaterial mit kritischem Blick auf Verfasser und Bearbeiter gewertet werden muss.

## Anerkennung außerchinesischer Titel
Souveräne Monarchen oder Häuptlinge außerhalb des chinesischen Reiches wurden meist als Wang bezeichnet, auch in der Zeit ab der Han-Dynastie, als Wang bereits nicht mehr der Titel des Souveräns in China war. Dies folgte aus dem postulierten Machtanspruch des Huangdi und Tianzi, Oberherr über alle Wang zu sein.
Das moderne Chinesisch verwendet hingegen die wörtliche Übersetzung der Adelsformen für ausländische Monarchen, so galt etwa Viktoria als 女王,  nǚwáng, Königin von England und 女皇,  nǚhuáng, Kaiserin von Indien, während die Fürsten von Monaco oder Luxemburg nur als Gong übersetzt werden.